# Conquista da Angónia
A conquista da Angónia pelos portugueses foi uma das Campanhas de Pacificação e Ocupação ocorrida em finais de 1899, que contribuiu para a formação do território actual de Moçambique.

## História
Em meados do séc. XIX, várias potências europeias, entre elas Portugal, lançaram-se na partilha de África e na Conferência de Berlim foi consagrado o princípio de ocupação efectiva do interior do continente.
Entre Janeiro e Maio de 1898, o regimento britânico do Kings African Rifles derrotou o grande chefe angune Mpeseni na Rodésia do Norte juntamente com os régulos da Niassalândia. O reino angune do rei Gomani I estendia-se para ambos os lados da fronteira da Angónia em Moçambique e o actual Malawi mas quando o rei morreu em combate o poder no seu reino foi dividido entre Mandala, irmão do rei e Mlangeni, mãe do rei Cikusi, antecessor de Gomani.
Em Maio de 1899, o governador de Quelimane Eugénio de Oliveira Soares de Andrea nomeou para "residente" (cônsul) da Angónia o jovem tenente da marinha António Júlio de Brito que, acompanhado por 50 sipaios, instalou-se na localidade de Mkodza-Kodza em finais de 1899, "um golpe de audácia que deixou atónitos os angunes divididos." Por então, os angunes de noroeste encontravam-se em declínio e aquando da chegada dos portugueses já não falavam a sua língua de origem. A Angónia foi incorporada em território português como um prazo da Coroa e concessionado à Companhia da Zambézia. O prazo da Angónia foi mais tarde arrendado à Sena Sugar Estates.
Entre Abril e Junho de 1900, Mandala revoltou-se contra a autoridade portuguesa mas foi derrotado por António Júlio de Brito e os seus sipaios em Mtapa e preso a 8 de Agosto de 1900. No dia seguinte António Júlio de Brito derrotou e prendeu também Pemba, Mukawira, Kabango, Junga, Zissane e Mlageni, que foram enviados para Tete mas Mandala suicidou-se com veneno, ao passo que Mlageni foi enviada para Quelimane. Os guerreiros angunes foram incorporados nas tropas de Lourenço Marques (actual Maputo) e de Moçambique.
Quanto a António Júlio de Brito, os angunes fizeram dele seu rei e demitiu-se da marinha para viver na Angónia. Ficou conhecido como "Brito da Angónia".
Acordos para a demarcação da fronteira entre Moçambique e a Niassalândia foram assinados entre comissões portuguesas e britânicas de 31 de Julho a 21 de Novembro de 1899 e a 8 de Dezembro de 1900. Uma troca de notas a 15 de Setembro de 1906 confirmou provisoriamente à demarcação com algumas rectificações.